# Памятник Александру II (Москва)
Па́мятник Алекса́ндру II Освободи́телю — памятник российскому императору Александру II, открытый в 2005 году в Москве в сквере между улицей Волхонкой, Всехсвятским проездом и Пречистенской набережной возле храма Христа Спасителя (со стороны алтарной части). Адрес: Волхонка, 13.
Памятник был создан по инициативе партии «Союз правых сил» на средства членов и сторонников партии и при непосредственном участии Правительства Москвы.
Авторы памятника — скульптор Александр Рукавишников, архитектор Игорь Воскресенский и художник Сергей Шаров.

## Сооружение и открытие
В Московской городской Думе в Комиссии по монументальному искусству несколько раз обсуждали, на какое место в городе установить памятник. Сначала фигуру Александра II хотели установить в Александровском саду, затем на площадке возле Кутафьей башни Кремля. Но когда победитель конкурса, скульптор Рукавишников изваял памятник в полную величину (более шести метров), кремлёвский вариант заблокировала федеральная служба охраны.
Из-за переноса места установки фигуре пришлось трижды менять голову. Одна сейчас хранится в творческой мастерской Рукавишникова. Уже готовую скульптуру спустя год после отливки решили поставить у храма Христа Спасителя.
Торжественное открытие памятника состоялось 7 июня 2005 года. В церемонии приняли участие министр культуры России Александр Соколов, мэр Москвы Юрий Лужков, член Федерального политсовета партии «Союз правых сил» Борис Немцов, предприниматель Альфред Кох, инициировавшие создание памятника. Монумент освятил Патриарх Московский и всея Руси Алексий II. Присутствовали также управляющий делами Московской Патриархии митрополит Калужский и Боровский Климент, митрополит Омский и Тарский Феодосий, архиепископ Истринский Арсений, епископ Дмитровский Александр, председатель Комитета правительства Москвы по культуре С. И. Худяков, государственные, политические и общественные деятели, представители творческой интеллигенции.

## Описание
Александр II изображён в полный рост в военной форме и с царской мантией. Царь-освободитель смотрит на храм Христа Спасителя со стороны Всехсвятского проезда. Бронзовая фигура императора высотой более 6 метров и весом 7 тонн установлена на трёхметровом мраморном постаменте, где перечислены его заслуги перед Россией: отмена крепостного права, введение системы местного самоуправления, проведение военной и судебной реформ, завершение многолетней Кавказской войны.